# HDGF
HDGF (англ. Heparin binding growth factor) – білок, який кодується однойменним геном, розташованим у людей на короткому плечі 1-ї хромосоми.  Довжина поліпептидного ланцюга білка становить 240 амінокислот, а молекулярна маса — 26 788.
| 10         |  | 20         |  | 30         |  | 40         |  | 50         |
| ---------- |  | ---------- |  | ---------- |  | ---------- |  | ---------- |
| MSRSNRQKEY |  | KCGDLVFAKM |  | KGYPHWPARI |  | DEMPEAAVKS |  | TANKYQVFFF |
| GTHETAFLGP |  | KDLFPYEESK |  | EKFGKPNKRK |  | GFSEGLWEIE |  | NNPTVKASGY |
| QSSQKKSCVE |  | EPEPEPEAAE |  | GDGDKKGNAE |  | GSSDEEGKLV |  | IDEPAKEKNE |
| KGALKRRAGD |  | LLEDSPKRPK |  | EAENPEGEEK |  | EAATLEVERP |  | LPMEVEKNST |
| PSEPGSGRGP |  | PQEEEEEEDE |  | EEEATKEDAE |  | APGIRDHESL |  |            |

A: Аланін

C: Цистеїн

D: Аспарагінова кислота

E: Глутамінова кислота

F: Фенілаланін

G: Гліцин

H: Гістидин

I: Ізолейцин

K: Лізин

L: Лейцин

M: Метіонін

N: Аспарагін

P: Пролін

Q: Глутамін

R: Аргінін

S: Серин

T: Треонін

V: Валін

W: Триптофан

Кодований геном білок за функціями належить до репресорів, факторів росту, фосфопротеїнів. 
Задіяний у таких біологічних процесах як транскрипція, регуляція транскрипції, поліморфізм, ацетиляція. 
Білок має сайт для зв'язування з нуклеотидами, ДНК, з молекулою гепарину. 
Локалізований у цитоплазмі, ядрі.